# بی‌باک (فیلم ۱۹۹۳)
بی‌باک (به انگلیسی: Fearless) فیلمی ۱۲۲ دقیقه‌ای به کارگردانی پیتر ویر با بازی جف بریجز و دان آمندولیا محصول کشور ایالات متحده آمریکا است.